# Margareta av England (1240–1275)
Margareta av England, född 29 september 1240, död 26 februari 1275, var genom sitt äktenskap med Alexander III drottning av Skottland från 1251 till sin död.

## Biografi
Margareta var dotter till kung Henrik III av England och dennes hustru Eleonora av Provence. 
Margareta var endast elva år, då hon den 26 december 1251 giftes bort med Alexander. Hon ska ha trivts dåligt i Skottland och orsakat spänningar mellan England och Skottland genom att skriva till sin födelsefamilj att hon var olycklig där och inte blev väl behandlad. Hon ska enligt legenden ha varit ofrivilligt ansvarig för en ung hovmans död; under en promenad längs floden Tay ska hon ha blivit irriterad på en ung hovman och på skämt knuffat honom i floden, där han dock greps av strömmen och drunknade.